# Placówka Straży Celnej „Wołosate”

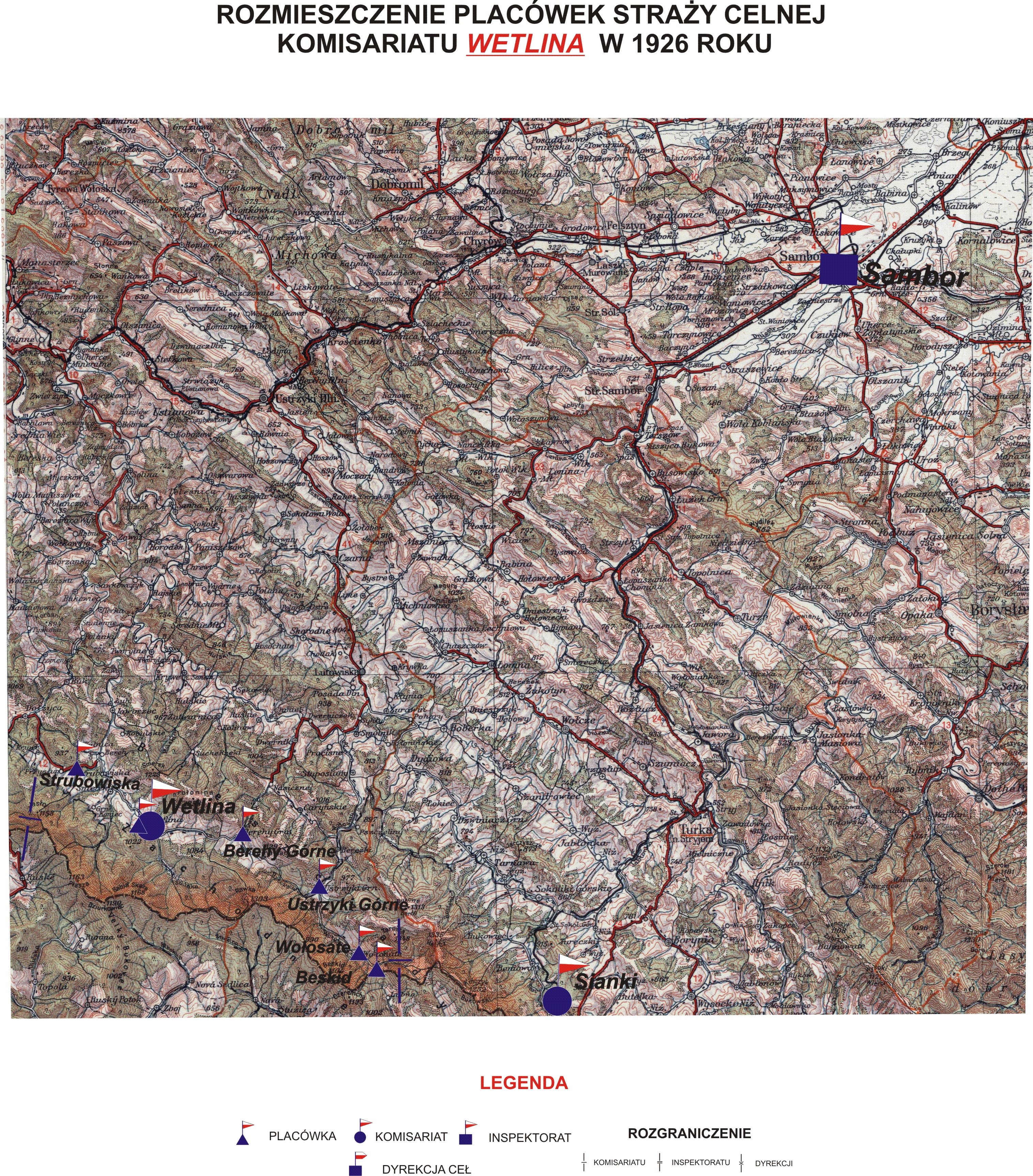
Rozmieszczenie placówek SC Komisariatu Wetlina w 1926 r.

Placówka Straży Celnej „Wołosate” – jednostka organizacyjna Straży Celnej pełniąca w okresie międzywojennym służbę ochronną na granicy polsko-czechosłowackiej.

## Formowanie i zmiany organizacyjne
Na wniosek Ministerstwa Skarbu, uchwałą z 10 marca 1920 roku, powołano do życia Straż Celną. Od połowy 1921 roku jednostki Straży Celnej rozpoczęły przejmowanie odcinków granicy od pododdziałów Batalionów Celnych. W 1922 roku w Stuposianach stacjonował sztab 4 kompanii 6 batalionu celnego. Kompania wystawiała między innymi placówkę w miejscowości Wołosate. Proces tworzenia Straży Celnej trwał do końca 1922 roku. Placówka Straży Celnej „Wołosate” weszła w podporządkowanie komisariatu Straży Celnej „Wetlina” z Inspektoratu SC „Sambor”.
W drugiej połowie 1927 roku przystąpiono do gruntownej reorganizacji Straży Celnej. W praktyce skutkowało to rozwiązaniem tej formacji granicznej. Ochronę północnej, zachodniej i południowej granicy państwa przejęła powołana z dniem 2 kwietnia 1928 roku Straż Graniczna.
Rozkazem nr 5 z 16 maja 1928 roku w sprawie organizacji Małopolskiego Inspektoratu Okręgowego dowódca Straży Granicznej gen. bryg. Stefan Pasławski powołał komisariat Straży Granicznej „Dwernik”, a 8 września 1928 dowódca Straży Granicznej rozkazem nr 6  w sprawie organizacji Małopolskiego Inspektoratu Okręgowego podpisanym w zastępstwie przez mjr. Wacława Szpilczyńskiego utworzył placówkę Straży Granicznej I linii „Wołosate”.

## Funkcjonariusze placówki
Kierownicy placówki
| stopień    | imię i nazwisko, numer | okres pełnienia służby | kolejne stanowisko |
| ---------- | ---------------------- | ---------------------- | ------------------ |
| przodownik | Jan Majewski (94)      | był w 1926             |                    |

Obsada personalna placówki w 1926:
- przodownik Jan Majewski (94)
- strażnik Stanisław Borkowski (999)
- strażnik Józef Głowacki (1017)
- strażnik Czesław Koźma (1001)
- strażnik Stanisław Piotrowicz (2023)
- strażnik Józef Twardy (952)